# Goțe Delcev
Gheorghi Nikolov Delcev (în bulgară/macedoneană: Георги/Ѓорѓи Николов Делчев, cunoscut sub numele de Goțe Delcev, scris și Goce Delčev, cu caractere chirilice Гоце Делчев, scris în ortografie bulgară veche: Гоце Дѣлчевъ; n. 1872– d. 1903) a fost o figură revoluționară importantă în Bulgaria, Macedonia și Tracia aflate sub dominație otomană la începutul secolului al XX-lea. A fost unul din conducătorii a ceea ce astăzi este denumit Organizația Revoluționară Internă Macedoneană⁠(en)[traduceți] (ORIM), o organizație paramilitară activă în teritoriile otomane din Balcani, la sfârșitul secolului al XIX-lea și începutul secolului al XX-lea.

Născut la Kilkis, pe atunci în vilayetul Salonica⁠(en)[traduceți] al Imperiului Otoman, a fost inspirat în tinerețe de idealurile unor revoluționari ca Vasil Levski și Hristo Botev,
 care își închipuiau crearea unei republici bulgare cu egalitate etnică și religioasă, ca parte a unei Federații Balcanice.
 Delcev a absolvit învățământul secundar la Liceul Bulgar de Băieți din Salonic⁠(en)[traduceți] și s-a înscris la Școala Militară a Alteței Sale Principele din Sofia, dar a fost exmatriculat probabil din cauza convingerilor sale politice de stânga. Apoi, el a revenit în Macedonia Otomană ca profesor de bulgară, și a început imediat să activeze în cadrul recent apărutei mișcări revoluționare în 1894.

Deși se considera un moștenitor al tradițiilor revoluționare bulgărești⁠(en)[traduceți], ca republican convins, Delcev a fost deziluzionat de realitatea monarhiei bulgare de după eliberare.
 În mintea lui, ca și în cazul multor bulgari macedoneni originari dintr-o zonă multinațională,
 ideea de a fi „macedonean” a căpătat importanța unei anume loialități locale, care a construit un spirit specific de  „patriotism local”

 și „regionalism multietnic”.

 El a păstrat sloganul promovat de William Ewart Gladstone, „Macedonia pentru macedoneni”, incluzând în acest termen diferitele naționalități ce locuiau în regiune.
 În acest fel, abordarea sa includea o gamă largă de idei disparate de patriotism bulgar, regionalism macedonean, antinaționalism și socialism incipient.

Ca urmare, agenda sa politică a devenit înființarea prin revoluție a unui stat supranațional macedono-adrianopolitan⁠(en)[traduceți] în cadrul Imperiului Otoman, ca preludiu al incorporării acestuia într-o viitoare Federație Balcanică⁠(en)[traduceți].
 El a revizuit programul Organizației, punând accent pe importanța cooperării între toate grupurile etnice cu scopul obținerii autonomiei politice. Delcev a demarat și procesul de înființare a unei rețele revoluționare secrete, care avea să pregătească populația pentru o revoltă armată împotriva dominației otomane. El s-a opus însă planului Comitetului Central al ORIM de a declanșa o revoltă de masă în vara lui 1903, susținând în schimb acte de terorism și lupte de gherilă. Cu toate acestea, a fost ucis de o unitate otomană în luna mai. Astfel, mișcarea de eliberare și-a pierdut principalul organizator chiar în ajunul Răscoalei de Ilinden–Preobrajenie⁠(en)[traduceți].
Astfel, Goțe Delcev este considerat un erou național în Bulgaria, dar și în Macedonia, unde este considerat a fi unul dintre fondatorii mișcării naționale macedonene⁠(en)[traduceți]. În ciuda acestor interpretări istorice macedonene, Delcev se considera bulgar ca naționalitate și îi considera pe bulgari a fi compatrioții săi. Denumirea de macedonean cuprindea la acea vreme și albanezi, bulgari, greci, turci, vlahi și sârbi, și când se aplica slavilor locali, se referea la o identitate regională a bulgarilor. Contrar afirmațiilor naționaliștilor bulgari, însă, ideile sale autonomiste pentru o entitate separată macedoneană (și adrianopolitană), au stimulat dezvoltarea naționalismului macedonean⁠(en)[traduceți] contemporan.